# Crnotince
Crnotince (izvirno srbsko Црнотинце) je naselje v Srbiji, ki upravno spada pod Občino Preševo; slednja pa je del Pčinjskega upravnega okraja.

## Demografija
V naselju živi 902 polnoletnih prebivalcev, pri čemer je njihova povprečna starost 29,1 let (28,3 pri moških in 29,8 pri ženskah). Naselje ima 326 gospodinjstev, pri čemer je povprečno število članov na gospodinjstvo 4,46.
Po podatkih popisa iz leta 2002 večino prebivalstva predstavljajo Albanci.
|  |

| Demografija | Demografija     | Demografija     |
| Leto        | Št. prebivalcev | Št. prebivalcev |
| ----------- | --------------- | --------------- |
|             |                 |                 |
|             |                 |                 |
|             |                 |                 |
|             |                 |                 |
| 1948        | 919             |                 |
| 1953        | 1010            |                 |
| 1961        | 1103            |                 |
| 1971        | 1255            |                 |
| 1981        | 1514            |                 |
| 1991        | 1730            | 1507            |
| 2002        | 2230            | 1454            |
|             |                 |                 |

| Etnična sestava po popisu iz leta 2002 | Etnična sestava po popisu iz leta 2002 | Etnična sestava po popisu iz leta 2002 | Etnična sestava po popisu iz leta 2002 | Etnična sestava po popisu iz leta 2002 |
| -------------------------------------- | -------------------------------------- | -------------------------------------- | -------------------------------------- | -------------------------------------- |
| Albanci                                | Albanci                                |                                        | 1.445                                  | 99,38%                                 |
| Neznano                                | Neznano                                |                                        | 4                                      | 0,27%                                  |